# シュミット指数
シュミット指数あるいはシュミット刺突疼痛指数（英語: Schmidt sting pain index）は異なるハチによって引き起こされるハチ刺症痛の度合いを示すペインスケール。

## 概要
シュミット指数と呼ばれる虫刺症痛の指数化は主にアリゾナのカールハイデンハチ研究所において、昆虫学者のジャスティン・シュミットにより行われた。シュミットはこの主題においていくつかの論文を発表しており、またこの研究の為に多くのハチ目に刺されていることを強調している。元となるシュミットの論文は1983年に発表されたもので、これは昆虫の毒液による溶血性の比較と分類を試みたものであった。この論文のインデックスは人類にとって全く効果のない0からはじまり、2まで進むと一般的なミツバチやクロスズメバチでよく知られているハチの痛さに続き、最も痛い4で終わる。Synoeca septentrionalisやSynoeca属 の他、サシハリアリやタランチュラ・ホークとも呼ばれるオオベッコウバチも該当種よりそれぞれランク付けされている。
結論として、最も痛い例にはいくつかの説明が与えられた。次に一例をあげる。「サシハリアリの痛みは即座に引き起こされる。耐えることのできない激痛と鉛筆大の圧痛と麻痺はもちろん、刺された患部を振る衝動は全く制御できない形となりブルブルと震える」
のちにシュミットはペインスケールをより洗練されたものに更新し、1990年の発表では78種と41属のハチ目のハチ刺症を分類し研究は頂点に達した。シュミットは経験の一部を鮮明な詳細と共に説明した。『Straight Dope』（Q＆A方式の雑誌のコラム）では、シュミットのどの公開論文にも示されていないいくつかの「信じがたく怪しい計測値」は「彼によって公開された」もので1996年の論文発表にあわせて『Outside magazine』誌上に掲載されたものだと伝えた。
2015年9月、シュミットはイグノーベル・生理学および昆虫学賞をマイケル・スミスと共に受賞した。これは彼らのハチ目への研究に対してのものである。